# Louis Zutter
Louis Arnold Zutter (Neuchâtel, 2 de diciembre de 1865 - 10 de noviembre de 1946) fue un gimnasta suizo que compitió en los Juegos Olímpicos de Atenas de 1896.
Zutter ganó la medalla de oro en la modalidad de potro con aros y consiguió la medalla de plata en barras paralelas y salto de potro. También compitió en el torneo de barra fija, aunque no logró subir al podio.

## Palmarés
- Medalla de oro en los Juegos Olímpicos de Atenas (1896) en potro con aros
- Medalla de plata en los Juegos Olímpicos de Atenas (1896) en barras paralelas
- Medalla de plata en los Juegos Olímpicos de Atenas (1896) en salto de potro